# Prasinos Typos
Prasinos Typos (griechisch Πράσινος Τύπος ‚Grüne Presse‘) war eine griechische Sportzeitung.
Die 2006 gegründete und in Athen redigierte Zeitung unterstützte ebenso wie die Konkurrenten Athlitiki, Derby und I Prasini den Sportverein Panathinaikos Athen. Sie erschien anfangs wöchentlich, ab dem 15. September 2008 täglich. Zum Preis von 1 € wurde sie in ganz Griechenland vertrieben. Ende 2008 stellte die Zeitung ihr Erscheinen ein.
Prasinos Typos berichtete über sämtliche Sportarten Griechenlands sowie über die großen Sportereignisse im Ausland. Der Schwerpunkt der Berichterstattung lag auf dem Verein Panathinaikos Athen und dessen verschiedenen Abteilungen.